# David King (storico)
David King (1970) è uno storico e scrittore statunitense.

## Biografia[1]
Laureatosi a Cambridge, in Gran Bretagna, è stato docente di storia europea presso l'università del Kentucky prima di divenire scrittore a tempo pieno. 
Attualmente vive a Lexington, nel Kentucky con la moglie ed i figli. 
È autore di tre libri: Finding Atlantis, Vienna 1814 e Death in the City of Light: The Serial Killer of Nazi-Occupied Paris.

## Opere
- 2005, USA, Finding Atlantis : a true story of genius, madness and an extraordinary quest for a lost world. New York : Harmony Books. ISBN 1400047528
- 2008, USA, Vienna, 1814 : how the conquerors of Napoleon made love, war, and peace at the Congress of Vienna. New York: Harmony Books. ISBN 978-0307337160
- 2011, USA, Death in the City of Light: The Serial Killer of Nazi-Occupied Paris. New York: Crown. ISBN 978-0307452894